# Hoegeng Iman Santoso
Hoegeng né le 14 octobre 1921 à Pekalongan et mort le 14 juillet 2004 à Jakarta, est un chef de police indonésien de 1968 à 1971.

## Biographie
Hoegeng est historiquement réputé pour être le policier le plus courageux et le plus honnête du pays, à une époque où la majorité des responsables gouvernementaux étaient corrompus. Il était bien connu pour ses actes et ses efforts constants pour éradiquer la corruption et le jeu de pouvoir dans la police indonésienne et pour promouvoir l'égalité de la justice pénale. Hoegeng a eu l'un des mandats les plus brefs en tant que chef de la police nationale indonésienne.
Après avoir rejoint, Hoegeng a été répertorié comme étudiant de l'Akademi Kepolisian (Académie de police) à Mertoyudan, Magelang. Pendant ses vacances au milieu de 1947, Hoegeng et sa femme, qui était enceinte, ont rendu visite à sa famille à Pekalongan. Cependant, le 21 juillet, l'armée néerlandaise a mené une Operatie Product. Hoegeng et sa famille ont alors fui vers le sud de la ville. Hoegeng a été informé par Soekarno Djojonegoro, chef de la police de Pekalongan, que Soekanto avait ordonné à tous les étudiants de l'académie d'aider le service de police local. Le devoir de Hoegeng à ce moment-là était de collecter du matériel de renseignement. Plus tard, il a été arrêté par des policiers travaillant pour l'Administration civile des Indes néerlandaises. Pendant son arrestation, Hoegeng a été bien traité, contrairement aux autres. Il a finalement découvert que celui qui avait donné l'ordre était de Bretonnière, son ami à RHS. Hoegeng a été persuadé de travailler pour le NICA mais a refusé. Après trois semaines, il a été libéré. Hoegeng décide alors de rendre visite au commando de Yogyakarta. Lui, sa femme et ses parents sont d'abord allés à Jakarta. À Jakarta, Hoegeng a rencontré Soemarto qui était chef adjoint de la police à l'époque et on lui a demandé d'être le subordonné de ce dernier. Hoegeng a accepté mais voulait visiter Yogyakarta. Il a été aidé par Soemarto et a quitté sa femme et est parti seul en septembre. À Yogyakarta, Hoegeng a signalé son devoir à Soekanto et a demandé l'autorisation en tant que subordonné de Soemarto à Jakarta; Soekanto a donné la permission. En novembre, Hoegeng a travaillé comme assistant de Soemarto et a été chargé d'observer les prisonniers politiques indonésiens et de les aider si possible. À Jakarta, il a correspondu avec Sudirman, Hamengkubuwono IX, Oerip Soemohardjo, Suryadi Suryadarma et M. Nazir 
Il était chef du bureau de police du DPKN à Surabaya, Java oriental en 1952. Il est devenu le chef de Agence d'enquête criminelle Indonésie à Medan en 1956. En 1959 , il suit l'école de formation du Corps de brigade mobile et devient membre du directoire II en 1960, il devient chef de l'Immigration & Douanes en 1960, devient ministre de l'Économie en 1965 sous le cabinet Dwikora, et est devenu le secrétaire de cabinet dans le deuxième cabinet Dwikora révisé en 1966. Après que Hoegeng ait démissionné de son poste de chef de la police, il s'est produit sur TVRI en jouant de la guitare hawaïenne avec "The Hawaiian Seniors ", et a animé l'émission musicale The Hawaiian Seniors de 1968 à 1979. Il s'est produit occasionnellement avec sa femme, Merry Hoegeng et sa fille, Reny Hoegeng ou Aditya Hoegeng.